# Rozdělovník
Rozdělovník je část úředního nebo obchodního dopisu, v níž se uvádí, komu byly zaslány jeho kopie na vědomí. Píše se od levého okraje.
Pokud dopis neobsahuje přílohy, uvádí se pod podpisem po vynechání mezery o výšce nejméně jednoho řádku, obvykle dvou nebo tří řádků. Jestliže dopis přílohy obsahuje, uvádí se pod upozorněním na přílohy po vynechání mezery obvykle o výšce nejméně jednoho řádku, ne však větší mezery, než byla vynechána mezi podpisem a upozorněním na přílohy.
Nadpis rozdělovníků „Na vědomí“, „Rozdělovník“ nebo „Kopie“ se vyznačuje změnou řezu, obvykle tučně, nepíše se za ním žádné interpunkční znaménko, tzn. ani dvojtečka. Výčet adresátů se píše pod nadpis.